# Майтуна

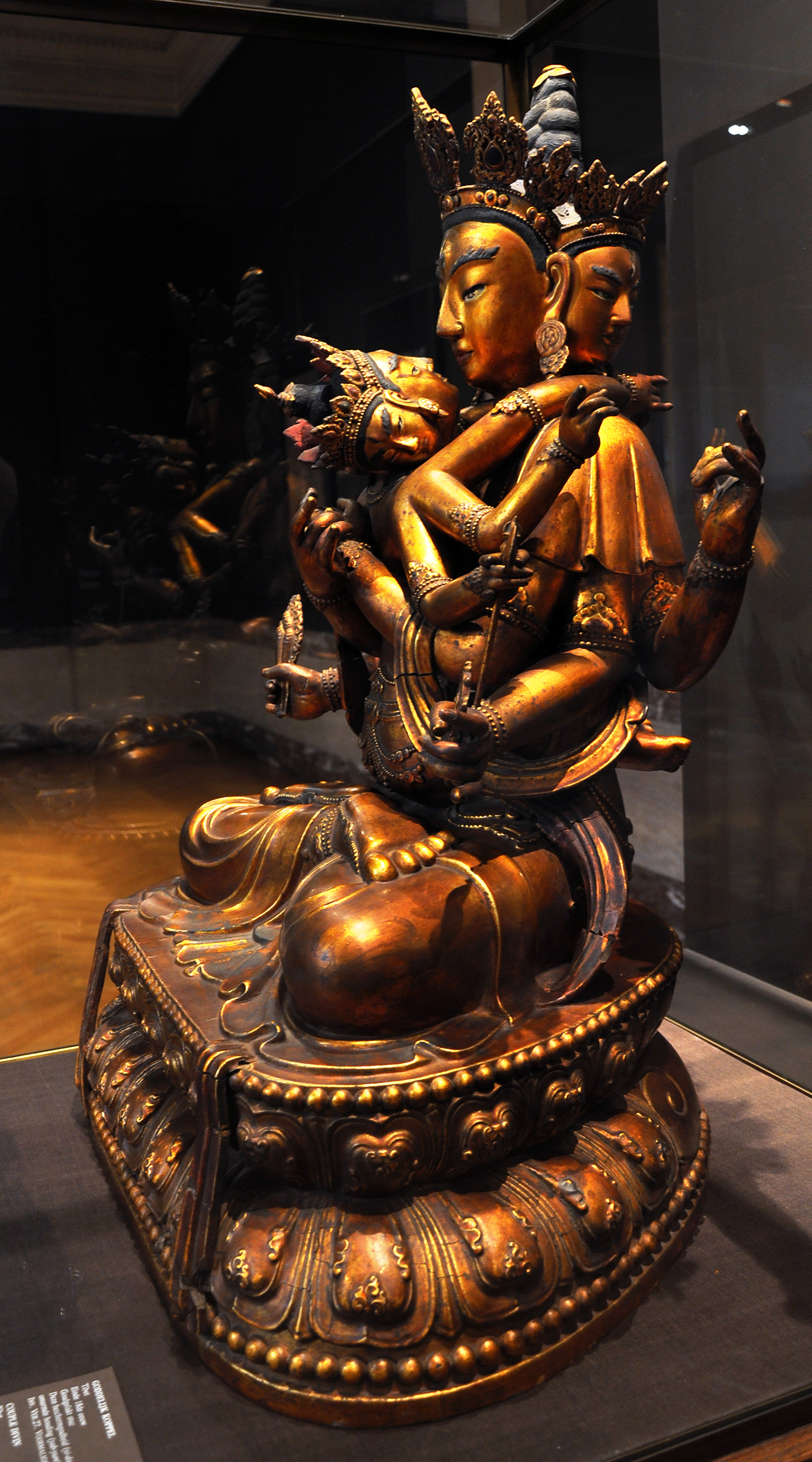
Яб-Юм. Тибет

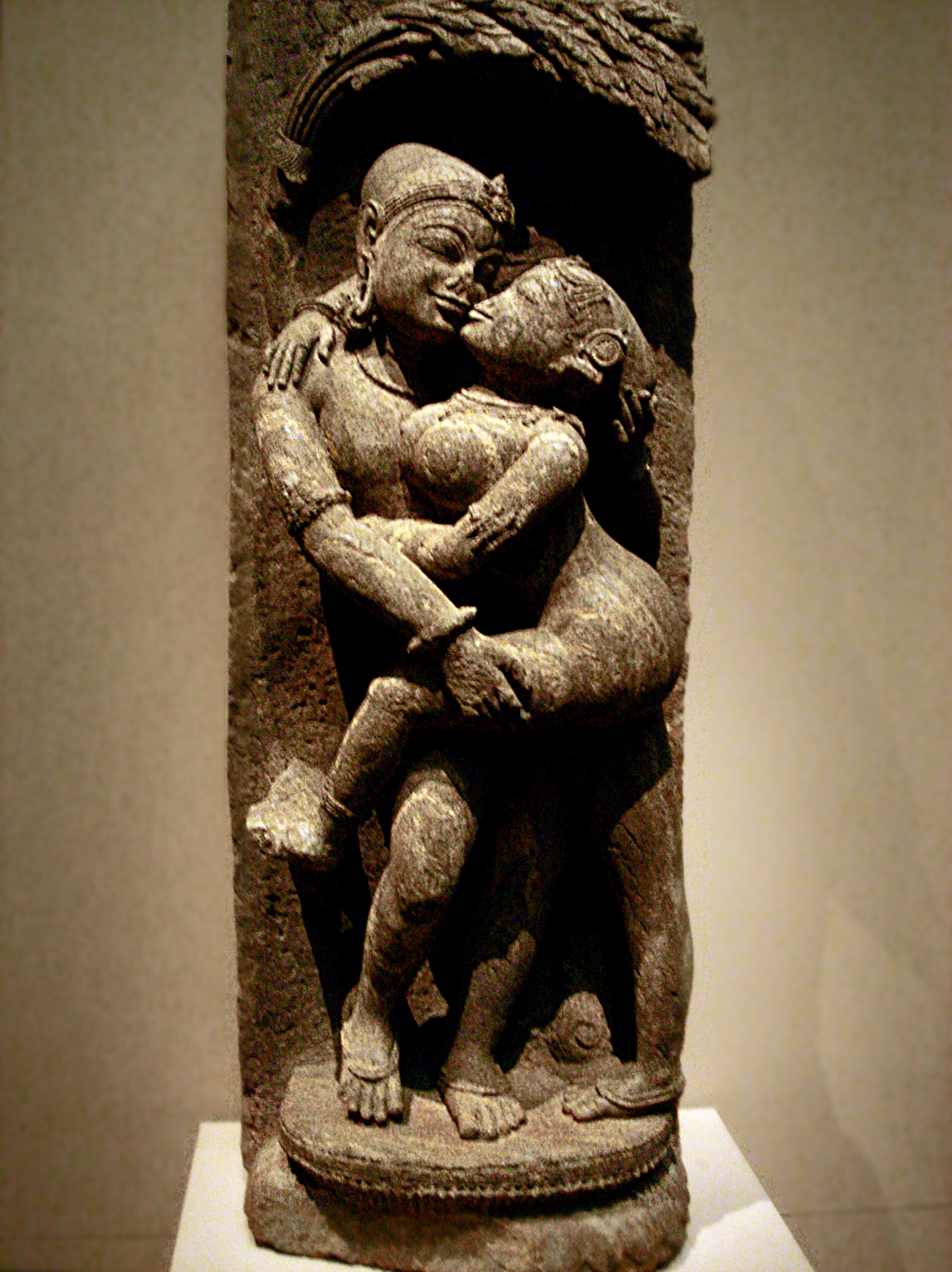
Майтхуна. Індія 13 ст.

Майтгуна, Майтуна або Мітхуна — сакральний акт, ритуальний тантричний секс, в процесі якого чоловік і жінка перетворюються на божественну пару Шива і Шакті, сприймаються як втілення або вираз божественних сутностей. В буддизмі Ваджраяна називається яб-юм.

## Основні значення
- парні полярності
- пара закоханих, наприклад розміщені на індійському горельєфі і статуї, знайдені в храмах Кхаджурахо, таких як Конарак Храм Сонця.
- Знак зодіаку Близнюки, який в Індії представляють Майтхуна.

## Порядок проведення
Варіанти назви — мітхуна, самгана, самгхатта, Ямалу, стрі-се-вана або лата-садхана (повзуча практика). Останній термін вказує на «переплетення» тіл партнерів в любовних обіймах.
У «Камасутрі» (2.15) ця техніка позначається як лата-вештітака («те, що переплітається подібно повзучій рослині»). Використання сексу в ініціатичних, екстатичних і магічних цілях притаманне аж ніяк не тільки індуїстському тантризму (тантра лівої руки вамаакара і каула). Воно засвідчено також і в буддійському тантризмі, у різноманітних тантричних практиках вішнуїзму (так званої школи Сахаджа), серед адептів Ната Сіддха і в багатьох інших місцях. Існують відомості про подібні екстатичні практики у Древній греції (вакханалія), у вікка, і серед християнських сект, зокрема хлистів, однак вони не завжди є достовірними, бо такі твердження могли використовуватись офіційною церквою для дискредитації секти, а іноді і репресій їх членів.
Майтхуна проводиться в рамках строгого протоколу і передбачає підготовчі процедури.
Особливу увагу при цьому звертають на правильне дихання, а також на самарасу — синхронність досягнення оргазма. Як правило має груповий характер (священна оргія) і в такому випадку називається чакра — пуджа (колесо поклоніння), іноді ганачакра, ганапуджа, цог. Сприятливим вважається участь більше 7 пар. Гуру називають повелитель колеса — чакрешвара, жінок — бхайраві, чоловіків — бхарава. Учасники розташовуються в два кола, внутрішнє коло — пасивне, зовнішнє коло — активне. Після взаємодії пар через деякий час пари змінюються за допомогою переміщення зовнішнього кола за годинниковою стрілкою.
Майтгуні зазвичай передує тривалий ритуал, що полягає в підношенні квітів і роздумів про партнера. Розрізняють різні види чакра-пуджі, в залежності від того, на яку милість вищих сил розраховують учасники — щастя, благополуччя, влада, звільнення від перевтілень. Бхайраві-чакра — ритуал для всіх посвячених, таттва-чакра — лише для адептів, які осягли Брагмана. Ідеальним є щоденний ритуал, але не рідше раз на місяць. Щоденні ритуали проходять вдень, святкові — вночі (зокрема день народження гуру). Сприятливими для них є дні суря-санкранті — перехід сонця в інший знак зодіаку, 8,14,15 місячні дні..
Варіантом Чакра Пуджі є Чолі Марга, назва якої походить від чолі (яскрава кольорова сорочка, яку одягають учасниці ритуалу). Церемонія починається з того, що кожна тантрична жінка знімає з себе чолі і жбурляє її в солом'яний кошик, що стоїть в центрі магічного кола. Кожен тантрист чоловічої статі з закритими очима витягує якусь чолі з кошика, так випадково вибираючи свою шакті для ритуалу цієї ночі.
Головним у факторі випадковості, що направляє весь обряд, є абсолютне порушення соціально встановленого порядку, зосереджене пробудження еротичного екстазу поза рамками прийнятих норм. Один із заборон, прийнятих в Чолі Марга, полягає в тому, що послідовникам не дозволене виконувати сексуальний ритуал зі своїм законним чоловіком (дружиною). Як і в описаних ритуалах за участю лише двох людей, кожна ініціатрікс займає місце зліва від шакти-чоловіка, тим самим стверджуючи темну природу жіночого принципу. В одній з різновидів оргій шляху лівої руки, яка називається ритуал павутини, кожен з тих, хто сидить у колі учасників з'єднаний з рештою за допомогою смужки тканини. Кожна нитка тканини створює символічну павукову мережу, по якій передається сексуальна енергія, чим підкреслюється подібна з павутиною природа самої Тантри. 

## Значення майтхуни в тантричних практиках
Майтуна — це єднання Шакті-кундаліні з Шивою в тілі садхака. Це найвище з усіх єднань. Воно досягається за допомогою методів кундаліні-йоги. Досягнувши такого єднання, садхака оволодіває найвищим знанням Абсолюту і насолоджується невимовним блаженством. Такий садхака іменується атмарама, оскільки його насолода перебуває в атмі, в сахасрарі. Сексуальний союз (майтхуна) — це основа або корінь творіння, підтримки і руйнування. Він розглядається в писаннях як велика першооснова. Цей союз виконує всі цілі і дарує саме важкодосяжним знання Абсолюту. Той, хто зрозумів значення майтхуни в його езотеричному сенсі і реалізував його за допомогою йоги (кундаліні-йоги і медитації) всередині тіла — досягає вищого єднання (парамайтхунам) і занурюється в надсвідоме блаженство (самадхі). Для нього не існує ні страху смерті, ні тягаря нового народження, ні страждань, ні турбот. Він абсолютно вільний, та насолоджується вічним блаженством (парананда), єднається з Шивою.
Майтхуна є основою йоні-пуджі — поклоніння жіночому органу. Це є найважливіша церемонія, а від інших можливо утриматись, без йоні-пуджі справжнє звільнення недосяжне.
Майтхуною завершується основний ритуал тантри — панчамакара (5М), вона є жертвопринесенням Богині і відповідає акаша (стихія (алхімія)- ефір, простір). Акаша вважається однією з першооснов матеріального світу, одним з Панчамахабхути — П'яти основних елементів. Кожне з п'яти «М» представляє окремий елемент:
- Madya — мадья (вино)- Вогню
- Masa — мамса (м'ясо)- Повітрю
- Matsya — матсйа (риба)- Воді
- Mudra — мудра (смажені зерна)- Землі
- Maithuna — майтхуна (ритуальне злягання)- Ефіру.[7]

Інша назва ритуалу — Панчататва (pancatattva — П'ять істин) або таттвачакра.
Ці 5 М відомі як форми п'яти богів: Брахма — це вино, Вішну — м'ясо, Махешвара — риба, мудра — це Ішвара, а майтхуна — Садашіва.
Таким же шляхом можна Всесвіт використовувати в ритуальних цілях. З цієї точки зору тантрист каже: «Звільнення досягається використанням того, що викликає прихильність». Зазвичай використання м'яса, риби, інший збудливою їжі, алкоголю і сексу ще міцніше прив'язує тебе до світу, проте якщо ти використовуєш ті ж речовини тантричним способом, то вони можуть стати джерелом твого звільнення від уз, стимулюючи рух Кундаліні.
Для адептів дакшина-акара — шляху правої руки, можлива заміна м'яса і риби на певні види вегетаріанської їжі, а майтхуна може проводитись без проникнення, у вигляді взаємодії чакр і біополів. Однак в цьому випадку для досягнення тантричного оргазму (долинного, тривалого) потрібен значно більший досвід тантричної практики.
У християн подібний ритуал набув вигляду святого причастя (Євхаристія).
«Нітья-тантра» говорить: «Вони (пашу) ніколи не повинні поклонятися Деві в останній частині дня, ввечері або вночі» (ратрау наїву йаджед девім сандхйайам вапаранхаке); оскільки будь-яке таке поклоніння завершується майтхуною, забороненої для пашу. Замість цього пропонуються замінники (див. «Кулачудамані-тантру» і гол. I «Бхайрава-ямали»), такі як, наприклад, пропозиція квітів з руками, складеними в каччхапа-мудру, або злягання з власною дружиною шанувальника; замість вина пашу слід (якщо він брахман) вживати молоко, (якщо кшатрій) — топлене масло, (якщо вайшья) — мед, і (якщо шудра) — напій, зроблений з рису. Сіль, імбир, сезам, пшениця, маша (боби) і часник є замінником м'яса; білий овоч брінджал, червоний редис, Масуру (різновид гороху), червоний сезам і паніпхала (водна рослина) замінюють рибу. Неочищений або звичайний рис, пшениця і горох зазвичай виступають як мудра. Віра, або, скоріше, той, хто придатний (Адхікарі) до вірачари — бо істинна віра-бхава являє собою кінцевий підсумок — починає Садхану з раджасичної паньчататтви, яку використовують для руйнування чуттєвих схильностей, як її побічних проявів. Стверджується, що паньчататтва є дуже істотною для поклоніння Шакті. «Маханірвана-тантра» заявляє, що поклоніння без використання цих таттв — не більше, ніж практика шкідливої магії.
На відміну від даоських систем, в Тантрі зазвичай пропонується еякуляція (мається на увазі, що не раніше оргазму шакті), яка символізує завершальне підношення (пурнахуті) в Хомі (з якої майтхуна порівнюється ще в «Брихадараньяка-упанішада»). Еякуляція (шукротсарана) — це момент тотальної віддачі себе Богині в жінці — атма-ніведана, це не тільки пожертвування, «падіння» насінини (бінду), але і «падіння», повернення в біну Шрі-чакри, розчинення (Самарасйа) в оргазмічному екстазі. Якщо у шакті оргазм відбувається одночасно, то виникає стан спанди, початкової пульсації Божества.
"Сакралізація сексу, розгляд його як суто сакрального явища, була характерною для багатьох традиційних цивілізацій. Без жодних сумнівів, вона засвідчена в Індії. Вже у Ведах ми знаходимо ідею піднесення сексуального акту до рівня hieros gamos (іерогамії), священного шлюбу і релігійного акту. Зрозумілий у таких термінах, статевий акт може мати навіть духовну, спокутну силу. Упанішади стверджують його як жертовну дію (жінка та її сексуальний орган є тут вогнем, якому приносять жертву) і дають формули космічної ритуалізації злягання — свідомого, а не брудного або хтивого, — коли чоловік з'єднується з жінкою як «Небо» з «Землею»..
«Сакральний статевий акт, або майтхуна, являє собою складний ритуал і з чоловічої точки зору увазі читання багатьох мантр, культове очищення, символічні жести рук, візуалізацію себе як Шиви, а своєї партнерки як Шакті, церемоніальне поклоніння жінці як богині, яке саме по собі складається з безлічі ритуальних дій. Фактичне злягання відбувається після нескінченних попередніх процедур, стомлюючих для мирянина, але сповнених значущості для присвяченого. Крім того, як випливає з опису Бхаттачарія свого власного посвячення, майтхуна — це не секс в чистому вигляді, але процес набуття енергетики нової якості і, зокрема, пробудження психо-фізичної сили кундаліні»..
«Між енергіями двох тіл трапляється глибоке безмовне спілкування, і тоді ви можете залишатися разом годинами. Це перебування разом з часом стає все глибше і глибше. Але не міркуйте. Залишайтеся глибоко зануреними в даний момент. Це стає екстазом, самадхі, космічною свідомістю» Ошо.